# 탈린 텔레비전탑

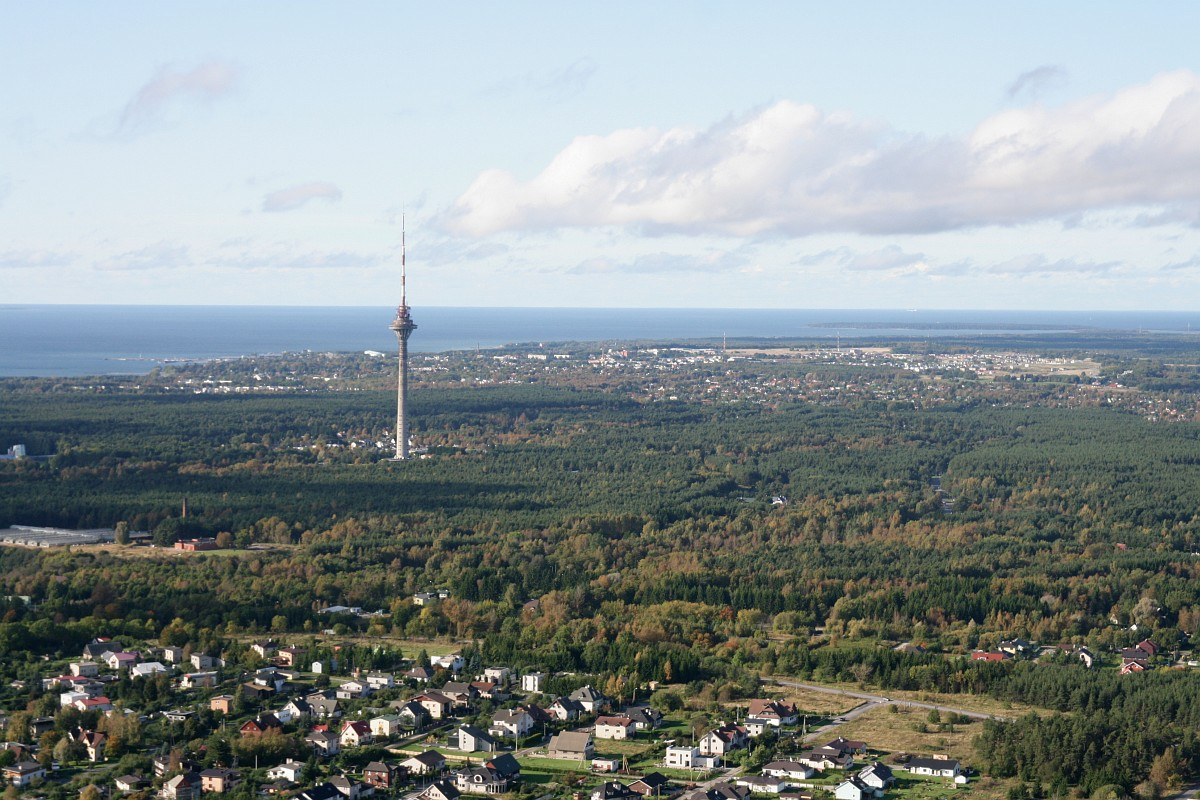

탈린 텔레비전탑(에스토니아어: Tallinna teletorn)은 에스토니아 탈린에 위치한 탑이다.